# ゲオルク・マルティン
ゲオルク・マルティン（Georg Martin、生没年不詳）は、明治時代にお雇い外国人として来日したドイツの薬学者である。

## 経歴・人物
1874年（明治7年）1月、日本政府の招聘により来日した。横浜及び東京試薬場（後の司薬場）に勤務し薬品の実験指導及び監督を務めた。また、同時期に文部省内の医療局のお雇いとなり、足柄県（現在の神奈川県）での出張において鉱泉実験を創始した。
この業績により、同年11月からは東京医学校（現在の東京大学医学部）の製薬学科学生の専属教師となり、1876年（明治9年）9月から1879年（明治12年）に満期で退職するまで、同学校で薬学等の教鞭を執った。